# Karl von Pannwitz
Karl Wilhelm von Pannwitz (* 31. Dezember 1798 in Berlin; † 17. Dezember 1859 in Petershayn bei Drebkau) war ein preußischer Generalmajor.

## Leben

### Herkunft
Karl war ein Sohn des preußischen Majors Heinrich von Pannwitz (1750–1811) und dessen Ehefrau Amalie Karoline Luise Christiane Sonnenberg (1768–1833).

### Militärkarriere
Pannwitz trat am 8. März 1812 in das Leib-Infanterie-Regiment der Preußischen Armee ein und wurde mit seiner Beförderung zum Sekondeleutnant am 25. September 1813 in das 1. Reserve-Infanterie-Regiment Nr. 13 versetzt. Während der Befreiungskriege nahm er an den Belagerungen von Stettin, Wittenberg und Torgau, dem Sturm auf Wittenberg sowie den Kämpfen bei Großbeeren und Dessau teil. Für Belzig erhielt Pannwitz eine Belobigung.
Nach dem Krieg wurde er Ende Juli 1815 in das 6. Infanterie-Regiment versetzt und am 30. Juni 1821 zum Premierleutnant befördert. Von 1822 bis 1825 absolvierte Pannwitz zur weiteren Ausbildung die Allgemeine Kriegsschule und war 1826/29 zum Topographischen Büro kommandiert. Daran schloss sich von Dezember 1829 bis November 1830 eine Kommandierung als Kompanieführer zum 6. Landwehr-Regiment an. Mit der Beförderung zum Hauptmann und der Ernennung zum Kompaniechef kehrte Pannwitz am 14. Juni 1832 zum 6. Infanterie-Regiment zurück. In dieser Stellung erhielt er Ende Juni 1836 das Dienstkreuz. Am 30. März 1840 wurde er als Major und Bataillonskommandeur in das 23. Infanterie-Regiment versetzt und Mitte November 1849 zum Oberstleutnant befördert. Pannwitz wurde am 18. April 1850 zum Kommandeur des 20. Infanterie-Regiment ernannt und am 19. April 1851 zum Oberst befördert. Am 2. November 1854 folgte seine Versetzung als Kommandeur der 12. Infanterie-Brigade nach Brandenburg an der Havel und Ende des Monats stellte man ihn à la suite seines ehemaligen Regiments. Pannwitz wurde am 12. Juli 1855 Generalmajor und nahm am 4. April 1857 seinen Abschied mit Pension. Am 11. Mai 1858 wurde er mit seiner Pension zur Disposition gestellt, sowie am 8. Dezember 1858 mit dem Roten Adlerorden II. Klasse mit Eichenlaub ausgezeichnet. Er starb im Jahr darauf am 17. Dezember 1859 in Petershayn.

### Familie
Pannwitz heiratete am 20. November 1832 in Glogau Alwine von Sommerfeld (1811–1835), eine Tochter des Generals August von Sommerfeld. Aus dieser Ehe ging der Sohn Karl Alwin (1835–1872) hervor, der in Goodfarm, Grundy Country ermordet wurde.
Nach dem Tod seiner ersten Frau heiratete er am 28. Juni 1843 in Petershayn Pauline von Rotberg (1817–1893), Herrin auf Petershayn. Mit ihr hatte er zwei Kinder:
- Otto Karl Wilhelm (1845–1870), Landwirt
- Maria Pauline Henritte (1846–1929) ⚭ 21. April 1870 Karl von Ramm (1840–1886), Oberstleutnant[1]